# Piłka siatkowa na Letnich Igrzyskach Olimpijskich 2008 – turniej halowy kobiet
Turniej olimpijski w piłce siatkowej kobiet podczas XXIX Letnich Igrzysk Olimpijskich w Pekinie był dwunastą edycją w historii i odbył się w dniach od 9 do 24 sierpnia 2008 roku. Do rywalizacji przystąpiło 12 drużyn, podzielonych na dwie grupy. W każdej z nich zmagania toczyły się systemem kołowym (tj. każdy z każdym, po jednym meczu), a po cztery najlepsze zespoły uzyskały awans do ćwierćfinału. Od tej fazy pojedynki przeprowadzane były systemem pucharowym (jedno spotkanie, przegrywający odpada, a zwycięzca kwalifikuje się do kolejnej fazy). Mecze rozgrywane były w dwóch halach: Hali Uniwersytetu Pekińskiego i Capital Indoor Stadium. Po raz pierwszy w turnieju olimpijskim udział wzięła reprezentacja Wenezueli.
Obrończyniami złotych medali były Chinki, które w Atenach pokonały Rosję 3:2 (28:30, 25:27, 25:20, 25:23, 15:12).

## Uczestnicy

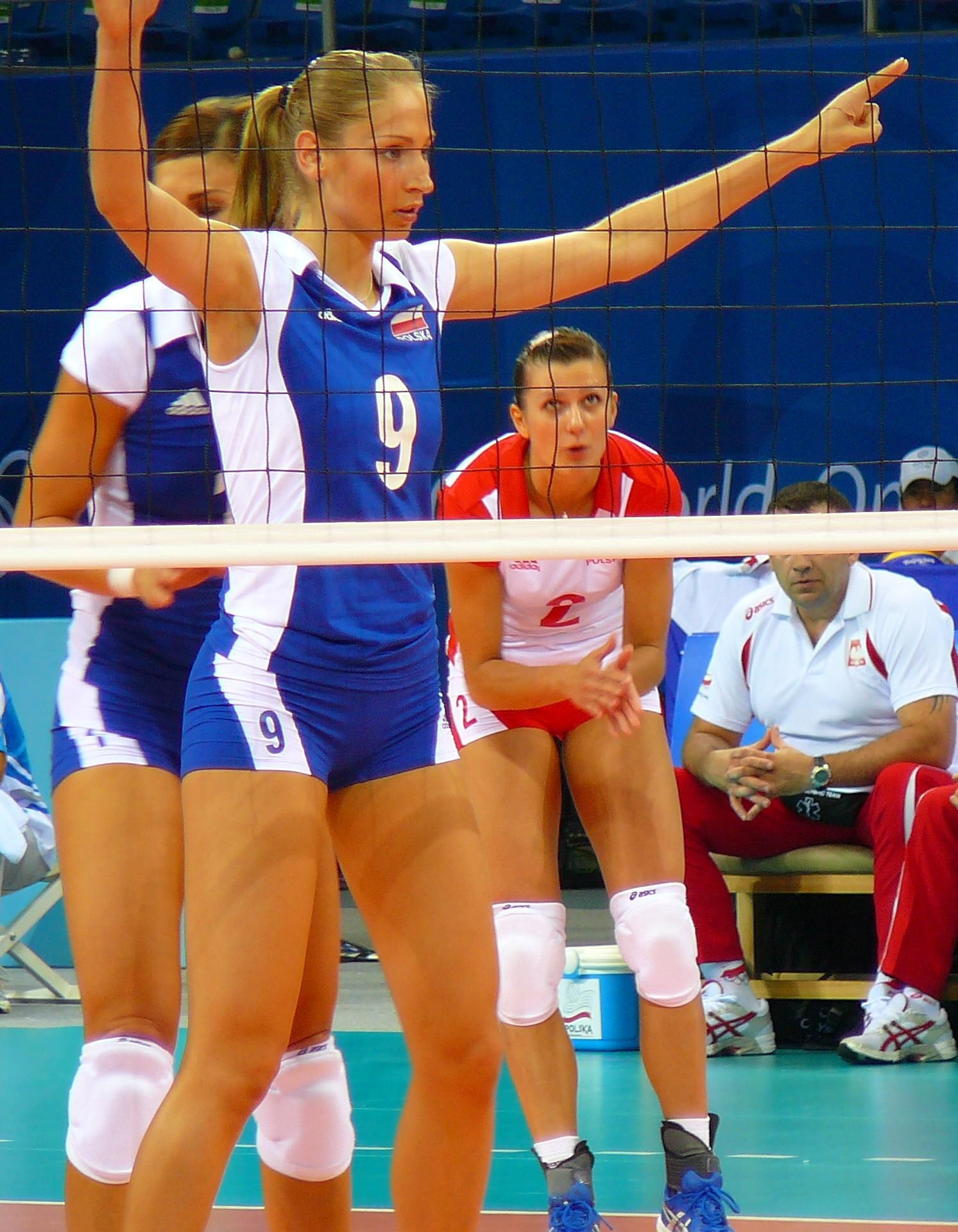
Agnieszka Bednarek – Igrzyska Olimpijskie Pekin 2008

1. Algieria
2. Brazylia
3. Chiny
4. Japonia
5. Kazachstan
6. Kuba
7. Polska
8. Rosja
9. Serbia
10. USA
11. Włochy
12. Wenezuela

## Rozgrywki

### Faza grupowa

#### Grupa A
9 sierpnia 2008
| 8.30 CET  |                                  |           |
| Polska    | 1:3 (25:21; 17:25; 20:25; 17:25) | Kuba      |
| 14.00 CET |                                  |           |
| Chiny     | 3:0 (25:13; 25:13; 25:18)        | Wenezuela |
| 16.00 CET |                                  |           |
| Japonia   | 1:3 (20:25; 25:20; 19:25; 21:25) | USA       |

11 sierpnia 2008
| 6.30 CET          |                                  |           |
| Stany Zjednoczone | 0:3 (15:25; 24:26; 17:25)        | Kuba      |
| 14.00 CET         |                                  |           |
| Chiny             | 3:1 (22:25; 25:15; 25:20; 25:22) | Polska    |
| 16.00 CET         |                                  |           |
| Japonia           | 3:0 (25:12; 25:17; 25:12)        | Wenezuela |

13 sierpnia 2008
| 6.00 CET  |                                         |                   |
| Wenezuela | 1:3 (17:25; 25:20; 14:25; 18:25)        | Stany Zjednoczone |
| 14.00 CET |                                         |                   |
| Kuba      | 3:2 (18:25; 14:25; 25:23; 32:30; 15:13) | Chiny             |
| 16.00 CET |                                         |                   |
| Polska    | 2:3 (21:25; 20:25; 25:18; 25:23; 11:15) | Japonia           |

15 sierpnia 2008
| 6.30 CET          |                                         |        |
| Wenezuela         | 0:3 (12:25; 12:25; 20:25)               | Polska |
| 14.00 CET         |                                         |        |
| Stany Zjednoczone | 3:2 (23:25; 25:22; 23:25; 25:20; 15:11) | Chiny  |
| 16.00 CET         |                                         |        |
| Japonia           | 0:3 (18:25; 22:25; 22:25)               | Kuba   |

17 sierpnia 2008
| 6.00 CET  |                                         |                   |
| Kuba      | 3:0 (25;20 25;20 25;19)                 | Wenezuela         |
| 6.30 CET  |                                         |                   |
| Polska    | 2:3 (25:18; 21:25; 25:19; 19:25; 13:15) | Stany Zjednoczone |
| 14.00 CET |                                         |                   |
| Chiny     | 3:0 (26:24; 25:16; 25:14)               | Japonia           |

#### Grupa B
9 sierpnia 2008
| 4.00 CET   |                                  |          |
| Włochy     | 3:1 (25:20; 17:25; 25:16; 25:23) | Rosja    |
| 6.00 CET   |                                  |          |
| Kazachstan | 1:3 (21:25; 17:25; 25:23; 21:25) | Serbia   |
| 6.30 CET   |                                  |          |
| Algieria   | 0:3 (11:25; 11:25; 10:25)        | Brazylia |

11 sierpnia 2008
| 4.00 CET   |                           |        |
| Algieria   | 0:3 (14:25; 13:25; 13:25) | Serbia |
| 6.00 CET   |                           |        |
| Kazachstan | 0:3 (19:25; 15:25; 21:25) | Włochy |
| 8.30 CET   |                           |        |
| Brazylia   | 3:0 (25:14; 25:14; 25:16) | Rosja  |

13 sierpnia 2008
| 4.00 CET |                           |            |
| Włochy   | 3:0 (25:7; 25:20; 25:12)  | Algieria   |
| 6.30 CET |                           |            |
| Rosja    | 3:0 (25:19; 25:18; 25:11) | Kazachstan |
| 8.30 CET |                           |            |
| Serbia   | 0:3 (15:25; 13:25; 23:25) | Brazylia   |

15 sierpnia 2008
| 4.00 CET |                           |            |
| Algieria | 0:3 (11:25; 19:25; 20:25) | Rosja      |
| 6.00 CET |                           |            |
| Brazylia | 3:0 (25:13; 25:6; 27:25)  | Kazachstan |
| 8.30 CET |                           |            |
| Serbia   | 0:3 (23:25; 20:25; 19:25) | Włochy     |

17 sierpnia 2008
| 4.00 CET   |                                  |          |
| Kazachstan | 3:1 (25:18; 25:20; 17:25; 25:16) | Algieria |
| 8.30 CET   |                                  |          |
| Włochy     | 0:3 (16:25; 22:25; 17:25)        | Brazylia |
| 16.00 CET  |                                  |          |
| Rosja      | 3:0 (25:21, 25:16, 25:20)        | Serbia   |

### Ćwierćfinały
19 sierpnia 2008
| 4.00 CET          |                                        |          |
| Kuba              | 3:0 (26:24, 25:19, 26:24)              | Serbia   |
| 6.00 CET          |                                        |          |
| Japonia           | 0:3 (12:25, 20:25, 16:25)              | Brazylia |
| 14.00 CET         |                                        |          |
| Chiny             | 3:0 (25:22; 27:25; 25:19)              | Rosja    |
| 16.00 CET         |                                        |          |
| Stany Zjednoczone | 3:2 (20:25, 25:21, 19:25, 25:18, 15:6) | Włochy   |

|  | Zespoły z miejsc drugiego i trzeciego z grup A oraz B poznały swojego rywala w drodze losowania. |

### Półfinały
21 sierpnia 2008
| 6.30 CET |

| Kuba | 0:3 | Stany Zjednoczone | (20:25, 16:25, 17:25) |
| Kuba: Yumilka Ruiz, Yanelis Santos, Nancy Carillo, Daimi Ramirez, Yaima Ortiz, Rachel Sánchez, Yusleynis Herrera, Liana Mesa (libero), Rosir Calderon, Kenia Carcaces, Yusidey Silié, Zoila Barros Trener: Antonio Perdomo USA: Ogonna Nnamani, Danielle Scott-Arruda, Tayyiba Haneef-Park, Lindsey Berg, Stacy Sykora, Nicole Davis (libero), Heather Bown, Jennifer Joines, Kimberly Glass, Robyn Ah Mow-Santos, Kim Willoughby, Logan Tom Trener: Lang Ping |     |                   |                       |

| 14.00 CET |

| Chiny | 0:3 | Brazylia | (25:27; 22:25; 14:25) |
| Chiny: Wang Yimei, Feng Kun, Yang Hao, Liu Yanan, Wei Qiuyue, Xu Yunli, Zhou Suhong, Zhao Ruirui, Xue Ming, Li Juan, Zhang Na (libero), Ma Yunwen Trener: Chen Zhonghe Brazylia: Walewska Moreira de Oliveira, Carolina Albuquerque, Marianne Steinbrecher, Paula Pequeno, Thaisa Menezes, Hélia Rogério de Souza, Valeska Menezes, Fabiana Claudino, Wélissa Gonzaga, Jaqueline Maria Pereira de Carvalho, Sheilla Tavares de Castro, Fabiana de Alvim Oliveira (libero) Trener: José Roberto Guimarães |     |          |                       |

### Mecz o 3 miejsce
23 sierpnia 2008
| 6.30 CET |

| Kuba | 1:3 | Chiny | (16:25, 25:21, 13:25, 20:25) |
| Kuba: Yumilka Ruiz, Yanelis Santos, Nancy Carrillo, Daimi Ramirez, Yaima Ortiz, Rachel Sánchez, Yusleynis Herrera, Liana Mesa (libero), Rosir Calderon, Kenia Carcaces, Yusidey Silié, Zoila Barros Trener: Antonio Perdomo Chiny: Wang Yimei, Feng Kun, Yang Hao, Liu Yanan, Wei Qiuyue, Xu Yunli, Zhou Suhong, Zhao Ruirui, Xue Ming, Li Juan, Zhang Na (libero), Ma Yunwen Trener: Chen Zhonghe |     |       |                              |

### Finał
23 sierpnia 2008
| 14.00 CET |

| Stany Zjednoczone | 1:3 | Brazylia | (15:25; 25:18; 13:25; 21:25) |
| USA: Ogonna Nnamani, Danielle Scott-Arruda, Tayyiba Haneef-Park, Lindsey Berg, Stacy Sykora, Nicole Davis (libero), Heather Bown, Jennifer Joines, Kimberly Glass, Robyn Ah Mow-Santos, Kim Willoughby, Logan Tom Trener: Lang Ping Brazylia: Walewska Moreira de Oliveira, Carolina Albuquerque, Marianne Steinbrecher, Paula Pequeno, Thaisa Menezes, Hélia Rogério de Souza, Valeska Menezes, Fabiana Claudino, Wélissa Gonzaga, Jaqueline Maria Pereira de Carvalho, Sheilla Tavares de Castro, Fabiana de Alvim Oliveira (libero) Trener: José Roberto Guimarães |     |          |                              |

## Medalistki
| Lp. | Państwo           | Medal |
| --- | ----------------- | ----- |
| 1   | Brazylia          |       |
| 2   | Stany Zjednoczone |       |
| 3   | Chiny             |       |

## Nagrody indywidualne
| Najlepsza punktująca | Najlepsza atakująca | Najlepsza blokująca | Najlepsza zagrywająca | Najlepsza broniąca | Najlepsza rozgrywająca | Najlepsza przyjmująca | Najlepsza libero | Najlepsza zawodniczka (MVP) |
| -------------------- | ------------------- | ------------------- | --------------------- | ------------------ | ---------------------- | --------------------- | ---------------- | --------------------------- |
| Logan Tom            | Rosir Calderón Díaz | Erika Araki         | Yannelis Santos       | Zhang Na           | Fofão                  | Zhou Suhong           | Fabi             | Paula Pequeno               |